# Werner Riebel
Werner Riebel (* 31. Mai 1937) ist ein ehemaliger deutscher Hochschullehrer und Sportfunktionär.
Riebel wuchs als Sohn eines Bäckermeisters in Schkölen in Thüringen auf und machte das Abitur an der Heimoberschule in Droyßig.
1957 begann er sein fünfjährigen Lehramtstudium, es folgte später die Promotion B zum „Doktor der Wissenschaften“ (Dr. sc.) an der Friedrich-Schiller-Universität in Jena und er durchlief eine geregelte wissenschaftliche Karriere als Assistent und Dozent. Er wurde 1980 außerordentlicher Professor. Im Januar 1989 wurde er zum ordentlichen Professor am Institut für Sportwissenschaften berufen, dem er bis 1992 angehörte. Er war dort Prorektor für Erziehung und Ausbildung.
Auf Grund seiner SED-Mitgliedschaft und seiner oft unnachgiebigen Parteilichkeit als „Roter Prorektor“ musste er am 12. November 1989 als Prorektor zurücktreten. Später wurde im Zuge der Erneuerung der Universität 1990 auch seine Professur aberkannt. Seinen Titel durfte er jedoch behalten. Bis zu seinem Ausscheiden im Jahr 1992 blieb er für das Studium Generale der Sportwissenschaften zuständig.
Nachdem anfangs Leichtathletik sein Haupttätigkeitsschwerpunt war, gründete er im Rahmen seiner sportwissenschaftlichen Tätigkeit die Frauenfußballabteilung des Hochschulsports in Jena mit und führte den Verein als Manager mit bis in die Frauen-Bundesliga. Dem Vorstand des FF USV Jena gehörte er noch bis 2016 an. Sein Buch „35 Jahre universitärer Frauenfußball in Jena 1985-2020“ ist vom Landessportbund Thüringen im Rahmen des LSB-Medienpreises 2022, in der Rubrik „Sport und Geschichte“ mit einem 3. Platz ausgezeichnet worden.
Er war Mitorganisator der Frauenfußball-Europameisterschaft 2001 und wurde 2007 mit der DFB-Verdienstnadel ausgezeichnet.
Riebel engagierte sich auch für die Partei PDS und später Die Linke in der Kommunalpolitik und war lange Jahre Jenaer Stadtrat.
Riebel ist verheiratet und hat drei Kinder.